# La paraula de foc
La paraula de foc és una drama dividit en vuit quadres, original de Josep Maria de Sagarra, estrenat al teatre Romea de Barcelona, la vetlla del 28 d'octubre de 1955, per la Companyia Maragall.
S'ha assenyalat que aquesta obra mostra l'inici del declivi de l'èxit de l'autor, juntament amb Soparem a casa.
L'acció passa en una ciutat de segon ordre, cap allà l'any 1930. La direcció escènica va anar a càrrec d'Esteve Polls.

## Repartiment de l'estrena
- Sor Cristiana, monja de la Misericòrdia: Maria Vila.
- La Superiora del Convent de la Misericòrdia: Teresa Cunillé.
- Germana Teresa: ?
- Júlia Rabell: ?
- La Senyora Caritat: ?
- La Senyora Rosa: ?
- Francisca: ?
- Elias: ?
- Doctor Aimeric: ?
- Un inpector de policia: ?